# فرانسوا إكس. ماثيو
فرانسوا إكس. ماثيو هو سياسي أمريكي، ولد في 2 أبريل 1818 في تيربون في كندا، وتوفي في 4 فبراير 1914 في بوتيفيل في الولايات المتحدة. انتخب عضو مجلس نواب أوريغون ‏.